# Кулешов, Сергей Викторович
Серге́й Ви́кторович Кулешо́в (род. 12 апреля 1981, Курган) — российский учёный в области информатики, информационных технологий, доктор технических наук, профессор РАН.

## Биография
Сергей Викторович Кулешов родился 12 апреля 1981 года в городе Кургане Курганской области.
В 2003 году с отличием окончил физико-математический факультет Курганского государственного университета по специальности «программное обеспечение вычислительной техники и автоматизированных систем».
В 2006 году защитил кандидатскую диссертацию «Разработка автоматизированной системы семантического анализа и построения визуальных динамических глоссариев» (научный руководитель — В. В. Александров).
С 2003 года работает в Санкт-Петербургском Федеральном исследовательском центре Российской академии наук, где прошёл путь от младшего научного сотрудника до руководителя лаборатории и заместителя директора по научной работе.
С 2007 года ведёт преподавательскую деятельность, в настоящий момент преподаёт в Высшей школе управления кибер-физическими системами Санкт-Петербургского политехнического университета Петра Великого.
В 2011 году защитил докторскую диссертацию «Методы и технология построения программируемых инфокоммуникационных систем».
С 2016 года — руководитель лаборатории автоматизации научных исследований СПИИРАН, с 2019 — заместитель директора по научной работе СПб ФИЦ РАН. 
26 апреля 2022 года присвоено почётное учёное звание профессора РАН.
Руководитель лаборатории автоматизации научных исследований СПб ФИЦ РАН.
Является членом редколлегии журнала «Информатика и автоматизация», членом диссертационного совета 24.1.206.01 при СПб ФИЦ РАН, экспертом РАН, членом учёного совета СПб ФИЦ РАН, членом экспертного совета по управлению, вычислительной технике и информатике ВАК при Минобрнауки России.

## Научная деятельность
Специалист в области инфокоммуникационных систем, автор методов пространственно-временного сжатия видеоданных, ассоциативно-онтологического подхода обработки естественно-языковых текстов. 
Основные научные результаты:
- разработаны концепция и методы построения систем сжатия данных, адаптивных к их содержанию, в условиях априорной неопределённости, вызванной отсутствием точной модели источника информации,
- разработаны теоретические и технологические основы построения нового поколения систем передачи данных на основе концепции активных данных в сетях с подвижными узлами,
- разработаны математические и алгоритмические модели представления текстовых данных, а также ассоциативно-онтологический подход для манипуляции такими данными, что позволило построить ассоциативно-терминологическую систему аналитического мониторинга Интернет-ресурсов.

Автор более 150 научных работ, 4 монографий, 5 учебных пособий, 5 патентов на изобретение. 

## Основные работы
- Активные данные в цифровых программно-определяемых системах / С. В. Кулешов, О. В. Цветков // Информационно-измерительные и управляющие системы. – 2014. – Т. 12, № 6. – С. 12-19.
- Ассоциативно-онтологический подход к обработке текстов на естественном языке / С. В. Кулешов, А. А. Зайцева, В. С. Марков // Интеллектуальные технологии на транспорте. – 2015. – № 4(4). – С. 40-45.
- Цифровая технология инфокоммуникации. Передача, хранение и семантический анализ текста, звука, видео / В. В. Александров, С. В. Кулешов, О. В. Цветков ; В. В. Александров, С. В. Кулешов, О. В. Цветков ; Российская акад. наук, Санкт-Петербургский ин-т информатики и автоматизации. – Санкт-Петербург : Наука, 2008. – 243 с. – ISBN 978-5-02-025287-5.
- Spatiotemporal Video Representation and Compression / S. Kuleshov, A. Zaytseva, A. Aksenov // Pattern Recognition and Image Analysis, Vol. 23, No. 1, 2013 — p.87
- Пространственно-временное представление, обработка и компрессия видеопотока / С. В. Кулешов // Информационно-измерительные и управляющие системы. – 2008. – Т. 6, № 4. – С. 33-37.

## Награды
- Премия Правительства Санкт-Петербурга им. А .С. Попова в области электро- и радиотехники, электроники и информационных технологий, 2023 год, за цикл работ «Разработка нового поколения систем передачи данных на основе активных данных в сетях с подвижными узлами»[4].
- Премия Правительства Санкт-Петербурга им. Л. Эйлера за выдающиеся научные результаты в области естественных и технических наук, 2016 год, за цикл работ «Построение цифровых программно-определяемых инфокоммуникационных систем»[5].
- Премия научно-инновационного конкурса Фонда содействия развитию малых форм предприятий в научно-технической сфере, 2009 год.